# Dark Horse Records
Dark Horse Records é uma gravadora criada em 1974 pelo ex-Beatle George Harrison. A formação dela coincidiu com o fechamento de operações da Apple Records e permitiu a Harrison continuar auxiliando projetos de outros artistas e, ao mesmo tempo, manter sua carreira solo. Os contratos inicias foram com o músico indiano Ravi Shankar e a banda Splinter, a qual deu à gravadora seu único sucesso comercial significativo até Harrison assinar com a Dark Horse em 1976. Pelos dois primeiros anos de sua operação, a gravadora teve sua distribuição internacional realizada pela A&M Records. Depois de uma difundida ruptura com a A&M, Harrison e a Dark Horse formaram uma parceria duradoura com a Warner Bros. Records que durou até a expiração do contrato em 1994.
Entre os artistas que gravaram para a Dark Horse, estavam Attitudes, Stairsteps e Keni Burke, embora ela se tornou, cada vez mais, um veículo para os lançamentos solo de Harrison depois que a Warner assumiu a distribuição. Depois de uma década de inatividade, a gravadora retornou em 2002 com o lançamento póstumo de Brainwashed, último álbum de estúdio de Harrison, seguido do box set The Dark Horse Years 1976–1992 em 2004. Mais recentemente, a Dark Horse Records lançou a compilação Shankar–Harrison Collaborations em 2010.

## História
A coisa enlouqueceu no final, a Apple, mas ela conseguiu dar uma plataforma a boas pessoas. É por isso que estou agora com a Dark Horse Records - a Apple não abalou tanto minha fé. Vale a pena encorajar bons músicos.

– George Harrison à Melody Maker, 1975

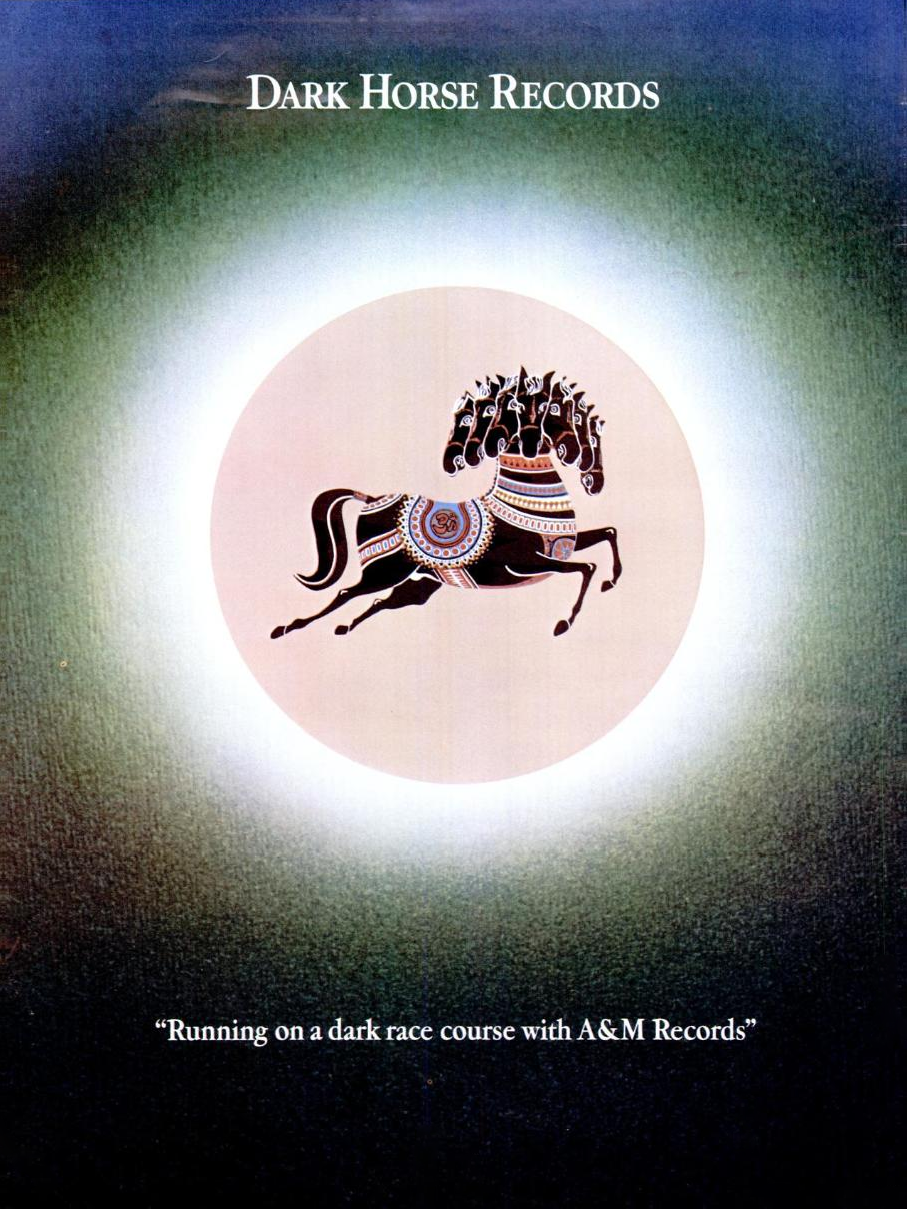
Primeira propaganda para a Dark Horse Records, Agosto de 1974.

Desde a formação da Apple Records em 1968, George Harrison produziu e ajudou a cultivar artistas da gravadora, incluindo Jackie Lomax, Billy Preston e Badfinger, todos que eram pouco conhecidos na época. Depois do fim dos Beatles, em 1970, Harrison continuou neste papel e, ao mesmo tempo, manteve uma carreira solo bem sucedida, conseguindo contratos de prestígio como Ravi Shankar e Ronnie Spector ao elenco da Apple. Em 1973, quando ele estava produzindo um ambicioso álbum de Shankar que mesclava oriente e ocidente, e a estreia da banda Splinter, uma dupla de South Shields,  A Apple estava fechando operações depois que Harrison, John Lennon e Ringo Starr cortaram relações com, Allen Klein, o empresário dos Beatles. Embora todos os ex-Beatles estavam contratualmente obrigados a ficar na EMI até 26 de janeiro de 1976, como artistas solo, Harrison procurou um novo lugar para seu projetos extracurriculares. Ele e Starr consideraram comprar a Apple em 1973 e gerencia-la eles mesmos, mas Harrison tinha receio de complicações negociais associadas à gravadora.
No início de 1974, ele iniciou um diálogo com David Geffen, chefe da Asylum Records em Los Angeles, e, de acordo com o relato de Tom Petty, Harrison também consultou Leon Russell, co-fundador da Shelter Records, sobre criar uma gravadora. Eventualmente, Harrison fechou um acordo com a A&M Records para que esta distribuísse sua nova gravadora mundialmente. Para o nome da empresa, Harrison usou o título de uma canção que havia escrito em 1973, "Dark Horse". A inspiração para a logomarca da Dark Horse Records veio do rótulo de uma lata que Harrison havia encontrado durante uma viagem à Índia. A logo traz Uchchaisravas, o cavalo de sete cabeças, uma figura comum na arte e mitologia indianas.
Depois que Harrison assinou com a Dark Horse Records em 27 de janeiro de 1976, todas as suas gravações subsequentes foram lançadas pela gravadora, começando com Thirty Three & 1/3 e terminadndo com Live in Japan em 1992. Depois deste último álbum, a gravadora ficou inativo por dez anos.
A Dark Horse foi distribuída pela A&M Records (1974–76), pela Warner Bros. Records (1976–94) e pela EMI (2002–04).
Em 2002, ela foi revivida com o lançamento póstumo de Brainwashed in 2002. O catálogo de Harrison na gravadora foi remasterizado e relançado como o box set Dark Horse Years 1976–1992. Em 2010, a Dark Horse Records lançou a compilação Shankar–Harrison Collaborations, com distribuição pela Rhino Entertainment.

## Artistas
Embora a Dark Horse se focasse, em última análise, nas lançamentos de Harrison, a gravadora também lançou álbuns pelos artistas a seguir entre 1974 e 1978:
- Ravi Shankar
- Attitudes, uma banda de Los Angeles
- Splinter, a dupla de  South Shields
- The Stairsteps, um grupo de Chicago soul
- O vocalista de R&B Keni Burke, ex-membro da banda Stairsteps
- Henry McCullough, ex-guitarista de Joe Cocker e Wings
- Jiva, uma banda da Califórnia